# 尋甸府
尋甸府（じんてんふ）は、中国にかつて存在した府。明代から清代にかけて、現在の雲南省尋甸回族イ族自治県一帯に設置された。

## 概要
1256年（憲宗6年）、モンゴル帝国により溢浦に万戸が置かれた。1276年（至元13年）、元により溢浦に仁徳府が置かれた。仁徳府は雲南等処行中書省に属し、為美・帰厚の2県を管轄した。
1383年（洪武16年）、明により仁徳府は尋甸軍民府と改められた。1476年（成化12年）、尋甸軍民府は尋甸府と改められた。安氏が土司として知府を世襲していたが、1478年（成化14年）に改土帰流により流官の統治するところとなった。
1669年（康熙8年）、清により尋甸府は尋甸州に降格し、曲靖府に属した。
1913年、中華民国により尋甸州は廃止され、尋甸県と改められた。